# 徐扬生
徐扬生（英語：Yangsheng Xu，1958年4月7日—），浙江绍兴人，中华人民共和国机器人学家、机械與自动化专家、人工智能學者。2007年當選中国工程院院士，2021年當選美國國家工程院外籍院士。現任香港中文大学（深圳）校长，深圳市政協常委。

## 生平

### 早年經歷
徐扬生于1958年生于浙江绍兴，曾就读于绍兴市北海小学。1974年毕业于绍兴一中。15岁时曾作为知青下乡，1977年恢复高考后作为第一批高考生考入浙江大学，学习机械工程专业。
1982年获得浙江大学学士学位。1984年，获得浙江大学精密机械专业硕士学位。1989年，获得美国宾夕法尼亚大学工学博士学位。
1989年至1997年，担任美国卡耐基梅隆大学计算机学院机器人研究所研究员，领域研究为空间机器人。

### 任教港中大
1997年1月，徐扬生举家迁往香港，从此在香港中文大学工学院任教。1997年至2004年，担任香港中文大学自动化系系主任。1998年至2004年，担任香港研究资助局工程组成员。2003年至2006年，任香港生产力促进局董事。2006年至2008年，担任香港中文大学校长助理。
2006年至今，担任中国科学院香港中文大学深圳先进集成技术研究所所长。2006年至2015年，担任中国科学院深圳先进技术研究院副院长。
2008年至2011年，担任香港中文大学协理副校长，负责中大在中国内地发展的事务。2011年至2013年，担任香港中文大学副校长，负责大学在深圳及内地的发展事务。

### 港中大（深圳）校長時期
2013年3月，香港中文大學（深圳）理事会成立，由香港中文大學與深圳大学各委任八人組成，徐揚生以港中大副校長的身分出任理事會成員。同年7月31日，經港中大（深圳）校长遴选委員會一致推薦，徐揚生獲港中大（深圳）理事會聘任为香港中文大学（深圳）首任校长，任期4年，自8月1日起生效，并于同日辞任港中大副校长。
2024年12月，经大学理事会一致同意，徐扬生连任校长，任期为四年，由2025年8月1日生效。
徐揚生同時擔任香港中文大學粵港澳大灣區校友會深圳校區高級會務顧問。

## 学术研究
徐揚生的研究領域包括機器人和智能系統，專注於空間機器人、服務機器人、穿戴式人機界面、智慧汽車、動態穩定系統和機器學習，並在這些領域發表了六部專著和300多篇國際學術論文。
2009年3月1日，中國首顆繞月探測衛星「嫦娥一號」衛星按預定計劃受控撞月，完成一期的「繞月探測」任務。徐揚生作為5名香港籍科學家之一受邀參與研究「嫦娥一號」帶回的月球數據。

## 政治參與
徐揚生是深圳市政协委員，自2015年起就任至今。他亦是香港建制派團體香港再出發大聯盟的發起人之一。
2020年11月，《全国人民代表大会常务委员会关于香港特别行政区立法会议员资格问题的决定》通過後，徐揚生以港區省級政協委員聯誼會委員身分，聯署支持該決定。

## 兼职

### 學術兼職
- IEEE机器人与自动化学报 副主编（1997年－2002年）
- 中国自动化学会 理事（2002年－）
- 西安交通大学 兼职教授（2008年3月17日－）[15]
- 电子科技大学卫星产业技术研究院 名誉院长、学术委员会主任（2019年2月28日-）[16]
- 东方电气集团公司中央研究院 特聘专家（2010年5月28日－）[17]

### 社會職務
- 中国国家高科技航天航空领域委员会 顾问（2004年－2006年）
- 深圳市决策咨询委员会 顾问
- 香港生產力促進局 成員（2003年1月1日-2007年1月1日）[18]
- 香港產學研合作促進會 榮譽顧問[19]
- 香港科學工作者協會 會員[20]
- 香港《建築工地升降機及塔式工作平台( 安全) 條例》上訴委員團【HKSAR Builders' Lifts and Tower Working Platforms (Safety) Appeal Board Panel】 成員 （2000年10月14日-2003年10月14日）[18]
- 香港《玩具及兒童產品安全條例》上訴委員團【HKSAR Toys and Children's Products Safety Appeal Board Panel】 成員（2004年1月1日-2010年1月1日）	[18]
- 香港浙江省同鄉會聯合會 第十二屆理事會 榮譽會長[21]

### 企業職務
- 寶業集團股份有限公司 獨立非執行董事（2002年9月-2004年9月21日）[18]
- 英皇文化產業集團有限公司 非執行董事（1999年12月17日-2001年10月23日）[18]
- 日東科技（控股）有限公司 獨立非執行董事（2005年5月20日-2016年9月27日）[18]
- 中國新經濟投資有限公司 獨立非執行董事（2010年7月26日-2013年10月1日）[18]
- 信龍科研有限公司 獨立非執行董事[18]

## 荣誉

### 学术
- 国际欧亚科学院院士（2001年）
- 国际宇航科学院通讯院士（2007年）
- 国际电子电器工程师学会会士（IEEE Fellow）（2003年）
- 中国工程院院士（2007年）
- 美国国家工程院外籍院士（2021年）[22]
- 欧洲科学院院士
- 香港工程科學院院士
- 香港都會大學榮譽理學博士（2020年）[23]

### 其他
2016年，国际小行星命名委员会将国际永久编号第59425号小行星1999 GJ5 命名为“徐扬生星”。
2020年，徐扬生教授当选中国深圳经济特区建立40周年40位先进模范人物。